# University of Wisconsin-Madison Women's Volleyball 2023
Questa voce raccoglie le informazioni riguardanti la University of Wisconsin-Madison Women's Volleyball nella stagione 2023.

## Stagione
La University of Wisconsin-Madison partecipa alla Big Ten Conference per la quarantatreesima volta, classificandosi al secondo posto. 
Si qualifica quindi al torneo NCAA Division I, dove ospita come testa di serie numero 1 la fase l'intera fase regionale. Ai primi due turni si sbarazza della Jackson State e della Miami (Florida), senza lasciare per strada neanche un set. Alle Sweet sixteen elimina in quattro set la Penn State, vincendo in altrettanti parziali la finale regionale contro la Oregon.
Le Badgers partecipano alla sesta Final four della propria storia, dove vengono sconfitte per 3-1 in semifinale dalle future campionesse della Texas.

## Organigramma societario
Area direttiva
- Presidente: Chris McIntosh

Area organizzativa
- Direttore delle operazioni: Jessica Williams

Area tecnica
- Allenatore: Kelly Sheffield
- Allenatore associato: Brittany Dildine, Gary White
- Assistente allenatore: Annemarie Hickey
- Assistente allenatore laureato: Sol Santecchia
- Specialista tecnico: Jeff Van Lannen
- Preparatore atletico: Kristen Walker, Kevin Schultz
- Nutrizionista: Nick Aures

## Rosa
| N° | Nome                   | Ruolo | Data di nascita  | Nazionalità sportiva | Anno             |
| -- | ---------------------- | ----- | ---------------- | -------------------- | ---------------- |
| 0  | Sydney Reed            | L     | 31 agosto 2002   | Stati Uniti          | Senior           |
| 1  | Joslyn Boyer           | L     | 27 maggio 2001   | Stati Uniti          | Graduate student |
| 3  | Saige Damrow           | L     | -                | Stati Uniti          | Freshman         |
| 6  | Madison Hammill        | P     | -                | Stati Uniti          | Senior           |
| 7  | Gabby McCaa            | C     | 9 giugno 2001    | Stati Uniti          | Graduate student |
| 9  | Caroline Crawford      | C     | 5 marzo 2002     | Stati Uniti          | Senior           |
| 10 | Devyn Robinson         | C/O   | 9 luglio 2002    | Stati Uniti          | Senior           |
| 11 | Isabella Ashburn       | P     | 11 novembre 2000 | Stati Uniti          | Graduate student |
| 12 | Temitayo Thomas-Ailara | S     | 4 dicembre 2000  | Stati Uniti          | Graduate student |
| 13 | Sarah Franklin         | S     | 27 febbraio 2002 | Stati Uniti          | Senior           |
| 14 | Anna Smrek             | C/O   | 11 ottobre 2003  | Canada               | Junior           |
| 17 | Ella Wrobel            | S     | 17 febbraio 2004 | Stati Uniti          | Sophomore        |
| 21 | Gülce Güçtekin         | L     | 10 ottobre 2002  | Turchia              | Sophomore        |
| 22 | Julia Orzoł            | S     | 11 ottobre 2002  | Polonia              | Junior           |
| 52 | Carter Booth           | C     | 23 ottobre 2003  | Stati Uniti          | Sophomore        |

## Mercato
| Acquisti | Acquisti               | Acquisti         | Acquisti   |
| R.       | Nome                   | da               | Modalità   |
| -------- | ---------------------- | ---------------- | ---------- |
| C        | Carter Booth           | Minnesota        | definitivo |
| L        | Saige Damrow           | Howards Grove HS | definitivo |
| S        | Temitayo Thomas-Ailara | Northwestern     | definitivo |

| Cessioni | Cessioni             | Cessioni           | Cessioni   |
| R.       | Nome                 | a                  | Modalità   |
| -------- | -------------------- | ------------------ | ---------- |
| L        | Shanel Bramschreiber | -                  | ritirata   |
| S        | Jade Demps           | Louisiana State    | definitivo |
| S        | Elizabeth Gregorski  | Kansas State       | definitivo |
| C        | Danielle Hart        | Athletes Unlimited | definitivo |
| L        | Anna MacDonald       | Dayton             | definitivo |

## Statistiche

### Statistiche di squadra
| Competizione                       | Punti | In casa | In casa | In casa | In trasferta | In trasferta | In trasferta | Campo neutro | Campo neutro | Campo neutro | Totale | Totale | Totale |
| Competizione                       | Punti | G       | V       | P       | G            | V            | P            | G            | V            | P            | G      | V      | P      |
| ---------------------------------- | ----- | ------- | ------- | ------- | ------------ | ------------ | ------------ | ------------ | ------------ | ------------ | ------ | ------ | ------ |
| Big Ten Conference NCAA Division I | .882  | 17      | 17      | 0       | 13           | 10           | 3            | 4            | 3            | 1            | 34     | 30     | 4      |
| Totale                             | .882  | 17      | 17      | 0       | 13           | 10           | 3            | 4            | 3            | 1            | 34     | 30     | 4      |

G = partite giocate; V = partite vinte; P = partite perse

### Statistiche dei giocatori
| Giocatrice       | Big Ten Conference NCAA Division I | Big Ten Conference NCAA Division I | Big Ten Conference NCAA Division I | Big Ten Conference NCAA Division I | Big Ten Conference NCAA Division I | Totale | Totale | Totale | Totale | Totale |
| Giocatrice       | P                                  | PT                                 | AV                                 | MV                                 | BV                                 | P      | PT     | AV     | MV     | BV     |
| ---------------- | ---------------------------------- | ---------------------------------- | ---------------------------------- | ---------------------------------- | ---------------------------------- | ------ | ------ | ------ | ------ | ------ |
| I. Ashburn       | 34                                 | 35                                 | 4                                  | 2                                  | 29                                 | 34     | 35     | 4      | 2      | 29     |
| C. Booth         | 34                                 | 313                                | 209                                | 104                                | 0                                  | 34     | 313    | 209    | 104    | 0      |
| J. Boyer         | 19                                 | 8                                  | 0                                  | 0                                  | 8                                  | 19     | 8      | 0      | 0      | 8      |
| C. Crawford      | 34                                 | 202,5                              | 97                                 | 86,5                               | 19                                 | 34     | 202,5  | 97     | 86,5   | 19     |
| S. Damrow        | 3                                  | 0                                  | 0                                  | 0                                  | 0                                  | 3      | 0      | 0      | 0      | 0      |
| S. Franklin      | 34                                 | 540                                | 486                                | 33                                 | 21                                 | 34     | 540    | 486    | 33     | 21     |
| G. Güçtekin      | 33                                 | 33                                 | 1                                  | 0                                  | 32                                 | 33     | 33     | 1      | 0      | 32     |
| M. Hammill       | 31                                 | 24                                 | 1                                  | 0                                  | 23                                 | 31     | 24     | 1      | 0      | 23     |
| G. McCaa         | 3                                  | 1,5                                | 1                                  | 0,5                                | 0                                  | 3      | 1,5    | 1      | 0,5    | 0      |
| J. Orzoł         | 34                                 | 77                                 | 34                                 | 6                                  | 37                                 | 34     | 77     | 34     | 6      | 37     |
| S. Reed          | 7                                  | 3                                  | 0                                  | 0                                  | 3                                  | 7      | 3      | 0      | 0      | 3      |
| D. Robinson      | 31                                 | 319                                | 267                                | 52                                 | 0                                  | 31     | 319    | 267    | 52     | 0      |
| A. Smrek         | 31                                 | 352                                | 286                                | 63                                 | 3                                  | 31     | 352    | 286    | 63     | 3      |
| T. Thomas-Ailara | 33                                 | 295,5                              | 268                                | 18,5                               | 9                                  | 33     | 295,5  | 268    | 18,5   | 9      |

P = presenze; PT = punti totali; AV = attacchi vincenti; MV = muri vincenti; BV = battute vincenti

NB: I muri singoli valgono una unità di punto, mentre i muri doppi e tripli valgono mezza unità di punto; anche i giocatori nel ruolo di libero sono impegnati al servizio